# トゥループ・スポート
トゥループ・スポート (Troop Sport）は、過去に存在したアメリカ合衆国のファッションブランドである。
1985年に設立され、1980年代後半にアフリカ系アメリカ人やヒスパニックの若者のあいだで流行した。クー・クラックス・クラン(KKK)と関係性があるという根拠のない噂によりイメージが悪化したのち、1989年に破産した。

## 歴史
1985年、ユダヤ人のテディとハーヴェイのヘルド兄弟と韓国人のウィリアム・キムによって設立された。本部はニューヨークに置かれていた。トゥループの衣類とスニーカーはファッションアイテムとしてすぐに都市部の若者に流行した。同社の営業担当者によれば、その売上の95パーセントはアフリカ系アメリカ人とヒスパニックによるものだった。75ドルのスニーカー「コブラ (Cobra)」はトゥループのシューズのなかで最も人気を集めた製品だった。
やがてトゥループは黒人から金を搾取するためのクー・クラックス・クラン(KKK)のフロント企業であるという根拠のない噂が生まれ、都市伝説は様々なバリエーションを生みながら各地に急速に広まっていった。この類の噂話は1987年にオークランドから始まった。噂話のなかには、ブランド名が To Rule Over Oppressed People （抑圧された人々を支配する）のアクロニムであるというもの、ボマージャケットの裏地やテニスシューズの靴底に「儲けさせてくれてありがとう、ニガー」というようなメッセージが入っているというものなどがあった。トゥループと契約を結んでいたラッパーのLLクールJがテレビ番組「オプラ・ウィンフリー・ショー」に出演した際にトゥループを公然と非難したという伝聞も広まったが、同番組の広報担当者によれば、当時LLクールJは出演したことすらなかった。オークランドの店舗が爆弾を仕掛けたという脅迫を受けたり、デトロイトの店舗が窓ガラスを荒らされたりといった被害も起きた。
トゥループはKKKとの関係性を繰り返し否定し、KKK側もまた同様にトゥループとは無関係であるという見解を示した。トゥループのマーケティング担当者は、噂が事実無根なものであることを証明しようとして、店舗でジャケットを切り開くデモンストレーションを実施したりもした。トゥループは全米黒人地位向上協会(NAACP)と組んで反KKKのキャンペーンを展開した。
黒人人口が多いシカゴやデトロイトといった地域においては、トゥループ製品に顕著な売上の落ち込みが見られた。1988年の年初から5ヵ月間の売上高は1,000万ドルだったが、1989年の同じ時期は半分の500万ドルに落ち込んだ。
1989年に親会社のダウン・トゥループ・スポートは破産を申請した。同社の法律顧問は、確かに噂によって売り上げに影響があったことは認めたが、破産の原因は噂のみによるものではないと主張した。別の元従業員は、フランチャイズ制の失敗を指摘した。